# アラン・ヒューム
アラン・ヒューム, BSC（Alan Hume, 1924年10月16日 - 2010年7月13日）は、イギリスの撮影監督。イギリス撮影監督協会会員。

## キャリア
ヒュームは、1942年にデンハム・フィルム・スタジオで働き始め、1940年代後半にはシネギルド・プロダクションに移籍し働いていた。第二次世界大戦中に英国海軍と艦隊航空隊に召集される前の初期の作品には、『Oliver』や『The First of the Few』（1942年）などがある。戦後は、『大いなる遺産』（1946年）、『マデリーン 愛の旅路』（1950年）、『情事の終り』（1955年）などで撮影技師を務めた。1960年代には、1961年の『Carry On Regardless』を皮切りに、成功を収めたコメディ映画シリーズ『Carry On』の撮影監督を務め、最終的にはアーネスト・スチュワードと交互に同シリーズの正撮影監督を務めた。
1960年代には、ホラー映画『吸血鬼の接吻』（1962年、ハマー・フィルム）、『テラー博士の恐怖』（1965年、アミカス・プロダクション）などの撮影を担当している。その後の作品としては、『Checkered Flag or Crash』（1977年）、『007 ユア・アイズ・オンリー』（1981年）、『スター・ウォーズ エピソード6/ジェダイの帰還』（1983年）、『007 オクトパシー』（1983年）、『007 美しき獲物たち』（1985年）、『暴走機関車』（1985年）、『ワンダとダイヤと優しい奴ら』（1988年）、『旅する女 シャーリー・バレンタイン』（1989年）などがある。

## 私生活
ヒュームには4人の子供がいたが、息子の一人であるリンゼイは、10代後半のときに交通事故で亡くなった。他の2人の息子と娘のポーリンは、彼の後を継いで映画界に入り、活躍している。

## 主なフィルモグラフィ
- 俺の彼女は16トン The Iron Maiden (1962)
- 吸血鬼の接吻 The Kiss of the Vampire (1963)
- テラー博士の恐怖 Dr. Terror's House of Horrors (1965)
- 00H/その時一発 Carry on Spying (1964)
- 太陽をつかもう! Finders Keepers (1966)
- ピンクの病院/ドクター・ストップ Carry on Doctor (1967)
- ネモ船長と海底都市 Captain Nemo and the Underwater City (1969)
- 最後の手榴弾 The Last Grenade (1970)
- 女豹の罠 Perfect Friday (1970)
- ツェッペリン Zeppelin (1971)
- 呪われた墓 From Beyond the Grave (1973)
- ヘルハウス The Legend of Hell House (1973)
- 時よとまれ、君は美しい/ミュンヘンの17日 Visions of Eight (1973) - 「最も速く」 "The Fastest" のセグメント
- 恐竜の島 The Land That Time Forgot (1975)
- ダイナマイト諜報機関/クレオパトラ カジノ征服 Cleopatra Jones and the Casino of Gold (1975)
- ドッキリ・ボーイ2/ブギウギ大騒動 Confessions of a Pop Performer (1975)
- 地底王国 At the Earth's Core (1976)
- アムステルダム・キル The Amsterdam Kill (1977)
- アドベンチャー・ラリー Checkered Flag or Crash (1977)
- 続・恐竜の島 The People That Time Forgot (1977)
- アトランティス7つの海底都市 Warlords of Atlantis (1978)
- レガシー The Legacy (1978)
- オーロラ殺人事件 Bear Island (1979)
- 呪われた森 The Watcher in the Woods (1980)
- おかしなおかしな石器人 Caveman (1981)
- 007 ユア・アイズ・オンリー For Your Eyes Only (1981)
- 針の眼 Eye of the Needle (1981)
- 007 オクトパシー Octopussy (1983)
- スター・ウォーズ エピソード6/ジェダイの帰還 Star Wars: Episode VI - Return of the Jedi (1983)
- スーパーガール Supergirl (1984)
- 暴走機関車 Runaway Train (1985)
- 007 美しき獲物たち A View to a Kill (1985)
- スペースバンパイア Lifeforce (1985)
- ジョン&ヨーコ A LOVE STORY John and Yoko: A Love Story (1985) - テレビ映画
- 第2の勝利 The Second Victory (1986)
- ワンダとダイヤと優しい奴ら A Fish Called Wanda (1988)
- 迷探偵シャーロック・ホームズ/最後の冒険 Without a Clue (1988)
- 切り裂きジャック Jack the Ripper (1988) - テレビ映画
- また会う日まで Till We Meet Again (1989) - テレビ映画
- 旅する女/シャーリー・バレンタイン Shirley Valentine (1989)
- モサドに狙われた男 Secret Weapon (1990) - テレビ映画
- ステッピング・アウト Stepping Out (1991)
- EVE -イヴ- Eve of Destruction (1991)
- ライク・ア・ウーマン Just Like a Woman (1992)
- 青春の城 コビントン・クロス Covington Cross (1992) - テレビシリーズ
- 帰郷/荒れ地に燃える恋 The Return of the Native (1994) - テレビ映画
- アニー2 Annie: A Royal Adventure! (1995) - テレビ映画

## 関連文献
- Obituary in The Guardian